# Fitos Sándor
Fitos Sándor (Nagykőrös, 1817. március 22. (keresztelés) – Pest, 1850. október 2.) táncművész, táncmester.

## Pályafutása
Fitos József és Balog Sára fiaként született. Előbb vidéki színész volt, mint a Dunántúli Színjátszó Társaság tagja 1840-ben Győrött és 1841-ben Székesfehérvárott lépett színpadra. 1843-ban táncművészetre adta magát és csatlakozott Veszter Sándor tánctársaságához. Velük a Nemzeti Színházban is fellépett, s vendégszerepelt Bécsben, Németország nagyvárosaiban és Londonban is. Magán magyar-táncát Párizsban »tündérek táncá«-nak nevezték. 1848. február 10-én ő is kinn volt Párizsban, a Havi—Szabó-féle magyar népdaltársulattal. A Regélő 1843. évi 7. számában ezeket írja róla: »Geniálisabb magyar táncost még soha nem látánk. Minden lépése, minden mozdulata arra mutat, hogy e fiatal hazánkfiát a művészet istene magyar táncunk egyik leglelkesebb, legművészibb mesterévé választá ki. Az ő nem igénytelen lejtésmódjának legerősebb oldala az, hogy a nemzeti bélyeget mondhatatlan sajátsággal viseli magán.« (220. oldal.) 1844. március 17-én Kolozsvárott is vendégszerepelt. 1848 februárjában részt vett a párizsi forradalomban, majd hazatért. 1848 nyarán Mieczyslaw Woroniecki herceg önkéntes vadászcsapatához csatlakozott, részt vett a délvidéki harcokban. Október 17-én hadnagy lett a 38. honvédzászlóaljnál. A bánsági harcokban megsebesült, majd 1849. március 30-án nyolchetes egészségügyi szabadságot kapott, ezt június 21-én újabb négy héttel meghosszabbították. Augusztus 17-én már újból alakulatánál szolgált Soborsinban. Elhunyt 1850. október 2-án gümőkórban Pesten, a Szent Rókus Kórházban.
A Magyar színházművészeti lexikon szerint: "Az egyik legkiválóbb 19. századi magyar táncos, akinek mértéktartó stílusban, elegánsan és virtuózan előadott verbunkos tánca hosszú időre meghatározó eszmény maradt."